# مجالس عشق
مجالس عشق (به ایتالیایی: Comizi d'amore) فیلمی به کارگردانی پیر پائولو پازولینی محصول سال ۱۹۶۵ است.
این فیلم مستندی بلند است که خود پازولینی هم در آن نقش مصاحبه‌کننده را به عهده دارد.
موضوع مورد علاقه پازولینی سکس است. وی به میان قشرها مختلف اجتماع می‌رود و از آنها در مورد موضوعاتی مانند باکرگی، سکس، همجنس‌گرایی و آموزش سکس سوالاتی می‌پرسد.